# Excenevex
Excenevex é uma comuna francesa na região administrativa de Auvérnia-Ródano-Alpes, no departamento da Alta Saboia. Estende-se por uma área de 6.64 km². Em 2010 a comuna tinha 1 181 habitantes (densidade: 177,3 hab./km²).